# Hale Asaf
Hale Asaf, née le 26 août 1906 à Constantinople et morte le 31 mai 1938 à Paris 7e, est une peintre turque. Elle est la nièce de Mihri Müşfik Hanım, désignée comme la première artiste femme turque. 

## Biographie

### Jeunesse
Hale Asaf naît en 1905 dans une éminente famille turque d'ascendance géorgienne et circassienne. Son père Sali Asaf est à l'époque le président de la cour d'appel ottomane. 
Elle fréquente Notre-Dame de Sion, une école privée pour filles à Constantinople, où elle apprend à parler anglais et français.

### Formation
En 1919, au début de la guerre d'indépendance turque, Hale Asaf se rend à Rome. Elle y prend ses premières leçons d'art auprès de sa tante, Mihri Müşfik Hanım. L'année suivante, Hale Asaf étudie à Paris, avec Namık İsmail, un ami de la famille. Elle réussit ensuite les examens d'entrée à l'Académie prussienne des Arts à Berlin et se forme auprès d'Arthur Kampf. Malgré des problèmes familiaux importants qu'elle traverse, elle est diplômée de l'Académie. En 1924, certains de ses portraits sont publiés dans un magazine d'art local.

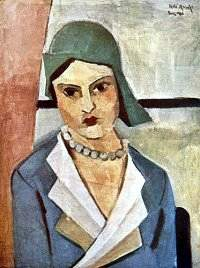
Autoportrait.

Après la guerre, Hale Asaf rentre en Turquie et s'inscrit à l'İnas Sanayi-i Nefise Mektebi (l'École des beaux-arts) ; elle y étudie avec Feyhaman Duran et İbrahim Çallı. C'est à ce moment-là, après la mort de sa mère de la tuberculose dans un sanatorium en Suisse, qu'elle commence à utiliser le nom de famille maternel Asaf au lieu de Salih. Elle ne reste pas longtemps en Turquie, car elle remporte une bourse du ministère de l'Éducation nationale pour continuer sa formation en Europe. Elle retourne en Allemagne, à l'Académie des Beaux-Arts de Munich, où elle a pour professeur Lovis Corinth. 
En 1926, elle expose son travail pour la première fois lors de la Galatasaray Exhibitions, une manifestation majeure pour les nouveaux artistes qui a eu lieu chaque année de 1916 à 1951 à Constantinople/Istanbul. De 1927 à 1928, elle vit à Paris et passe par l'Académie de la Grande Chaumière, où elle suit les cours d'André Lhote. Elle prend aussi de leçons particulière avec İsmail Hakkı Oygar, un céramiste turc. Ce dernier devient son fiancé et ils retournent en Turquie.

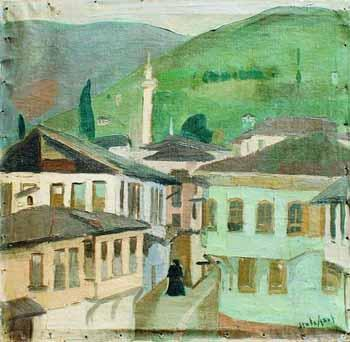
Vue de Bursa.

### Carrière
Le couple s'installe à Bursa où İsmail Hakkı Oygar trouve un poste d'enseignant. Hale Asaf enseigne aussi l'école normale des filles (une école pour futures enseignantes) et au Necati Bey Girls Art Institute. En 1929, le couple fait partie des fondateurs de la Müstakil Ressamlar ve Heykeltraşlar Birliği (Association des peintres et sculpteurs indépendants). En raison de son éducation cosmopolite, Hale asaf a du mal à vivre à Bursa. Elle quitte la ville en échangeant son emploi avec l'artiste Mahmut Cûda. Il prend son poste d'enseignante et elle prend le sien, à la İstanbul Devlet Güzel Sanatlar Akademisi (Académie des beaux-arts d'Istanbul). Toujours aussi malheureuse, elle décide de retourner à Paris en 1931.
À son arrivée en France, elle doit subir une nouvelle intervention chirurgicale. Pendant sa convalescence, elle rencontre l'écrivain italien Antonio Aniante qui dirige la galerie-librarie Jeune Europe. Une relation amoureuse naît de cette rencontre et Hale Asef devient directrice de la galerie. Le lieu ferme en 1934 et les livres d'Antonio Aniante sont interdits dans certaines régions d'Europe en raison de son opposition à Benito Mussolini. La situation financière du couple devient compliquée, ils sont aidés par la commande d'un portrait par le roi d'Albanie Zog Ier. Il paye 5 000 francs à l'artiste pour le tableau.

### Fin de vie
La maladie chronique d'Asaf se transforme en cancer et elle meurt en mai 1938 à Paris.

## Œuvres
Contrairement à de nombreux artistes turcs de son époque inspirés par l'impressionnisme et les mouvements artistiques classiques, Hale Asaf a développé un style proche du cubisme. Cette influence est particulièrement visible dans ses autoportraits, portraits et natures mortes.
Certaines de ses peintures ont été détruites pendant la Seconde Guerre mondiale. Les toiles de l'artiste en la possession d'Antonio Aniante n'ont jamais été localisées depuis la mort de celui-ci en 1983. Une enquête a été menée de 2001 à 2002 et, au total, moins de trente de ses œuvres ont été recensées, même si cela peut être dû à un manque de coopération des collectionneurs.